# Friesenstraße (Berlin)

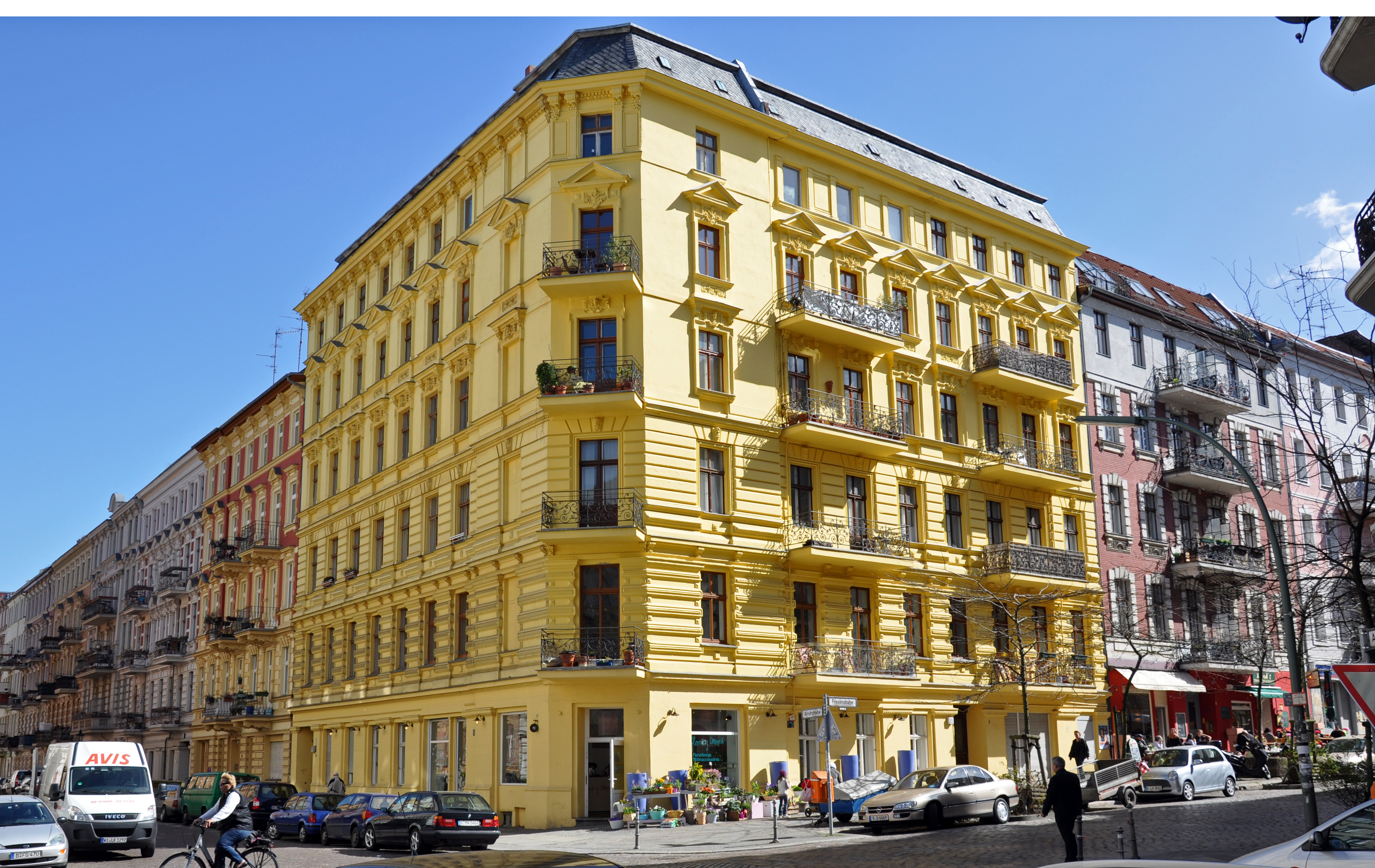
Friesenstraße Ecke Arndtstraße, 2011

Die Friesenstraße ist eine Straße im Berliner Ortsteil Kreuzberg. Der Namensgeber der Straße ist seit 1884 Friedrich Friesen (1784–1814), ein Mitbegründer der deutschen Turnbewegung.

## Lage
Die Friesenstraße ist rund 560 Meter lang und verläuft, parallel zum Mehringdamm, vom Marheinekeplatz beginnend in nord-südlicher Richtung zwischen der Bergmannstraße und dem Columbiadamm. Um rund 15 Meter in westlicher Richtung entlang der Marheineke-Markthalle verschwenkt, wird sie jenseits der Bergmannstraße durch die Zossener Straße über die Gneisenaustraße hinaus verlängert.
Die Friesenstraße ist zwischen Bergmann- und Jüterboger Straße fast ausschließlich mit vier- bis fünfgeschossigen Mietshäusern aus der Zeit vor dem Zweiten Weltkrieg bebaut, von denen viele in den 1880er Jahren errichtet wurden und zum denkmalgeschützten Bauensemble Chamissoplatz gehören. Im nördlichen Bereich der Straße kam es im Zweiten Weltkrieg kaum zu tiefgreifenden Zerstörungen und die teilweise restaurierten Häuser enthalten weiterhin die ursprünglich angelegten, meist kleineren, auch heute noch geschäftlich genutzten Ladenräume, darunter mehrere Cafés, zwei Weinstuben und drei Restaurants. In der Friesenstraße 6 befindet sich eine „Wildwasser“-Beratungsstelle. Da die Friesenstraße ein relativ starkes Gefälle von Süd nach Nord aufweist, sind die zum Marheinekeplatz hin gelegenen Häuser teilweise fünf- bis sechsgeschossig. Die Friesenstraße war bis 2018 mit Kopfsteinpflaster belegt, was für die Anwohner mit erheblichen Lärmbelästigungen verbunden war; es wurde deshalb von Mitte Mai 2018 bis Ende Juli 2019 in mehreren Bauabschnitten eine Asphaltierung der Straße vorgenommen.
Nahe gelegene größere Kinderspielplätze gibt es auf dem Marheineke- und auf dem Chamissoplatz.

## Bebauung

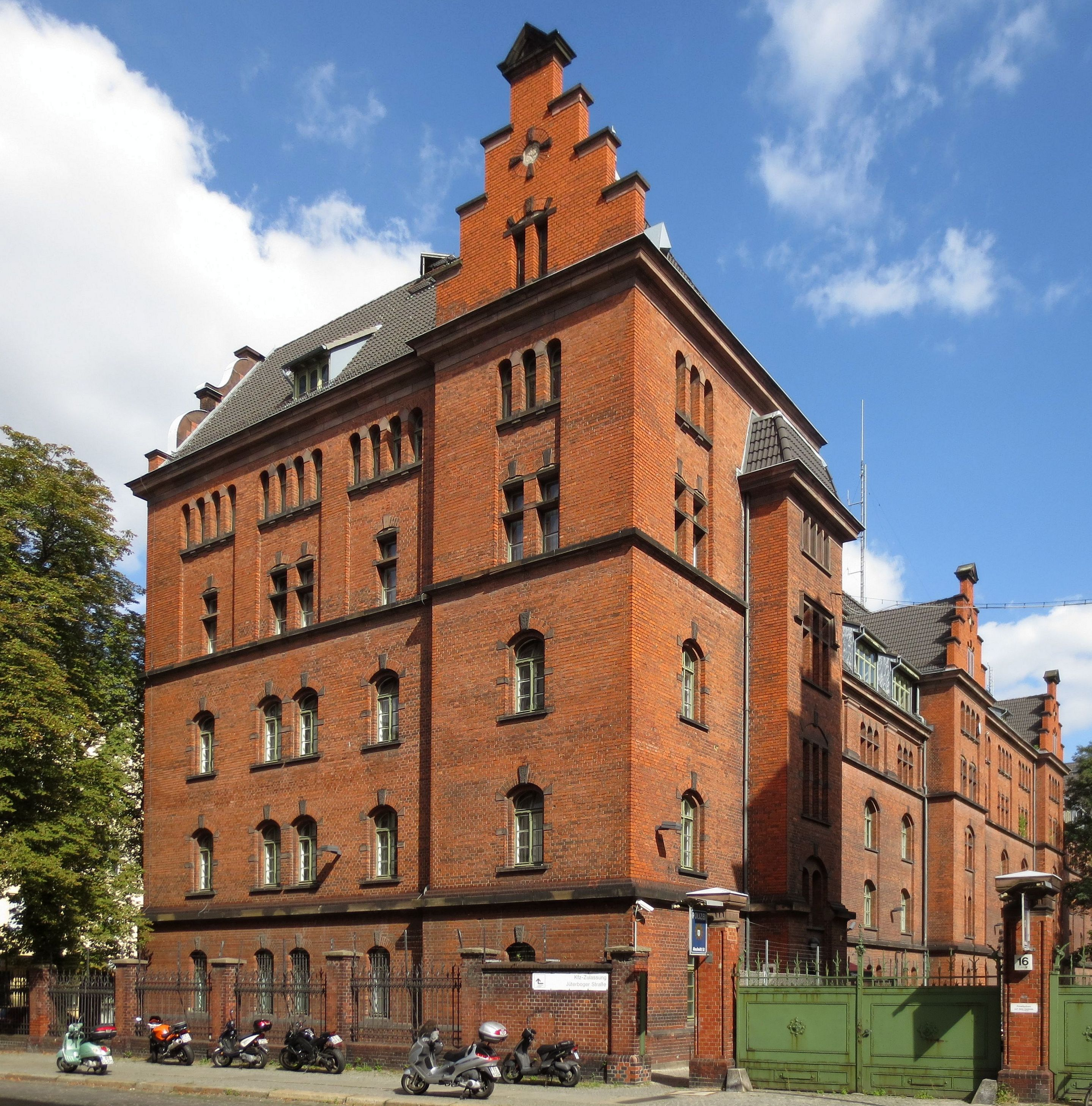
Polizei-Dienstgebäude, Eingang Friesenstraße, 2012

Zwischen Jüterboger Straße und Columbiadamm befindet sich auf der östlichen Straßenseite eine unter Denkmalschutz stehende ehemalige Kaserne des Garde-Kürassier-Regiments und des Königin Augusta Garde-Grenadier-Regiments Nr. 4 der Preußischen Armee, die u. a. den Polizeiabschnitt 52 der Berliner Polizei und (im Bereich Jüterboger Straße) eine Kfz-Zulassungsbehörde beherbergt; die nach dem Zweiten Weltkrieg erst in den Jahren 2011 bis 2013 mit insgesamt 220 Wohneinheiten entlang der Schwiebusser und Friesenstraße sowie nachfolgend mit zwei weiteren Eigentumsobjekten in der Friesenstraße bebauten Grundstücke auf der westlichen Straßenseite zwischen Schwiebusser Straße und Columbiadamm, auf denen zuvor, nach Stallungen und einer Pferdeklinik, Schrebergärten und kleine Autowerkstätten angesiedelt waren, gehören nicht zu Kreuzberg, sondern zum Bezirk Tempelhof-Schöneberg (Ortsteil Tempelhof). Gegenüber der Einmündung der Friesenstraße in den Columbiadamm befinden sich Hallen des früheren Flughafens Tempelhof.

## Verkehr
Die relativ schmale Friesenstraße wird von einer Omnibuslinie der BVG bedient; die einzige Haltestelle befindet sich beidseitig südlich der Fidicin- bzw. der Jüterboger Straße, wo 2010 auch der einzige Zebrastreifen in der Straße angelegt wurde. Die Friesenstraße ist eine Straße mit Vorfahrtsberechtigung; an der Bergmannstraße sowie am Columbiadamm befinden sich Ampelanlagen. Die U-Bahnhöfe Platz der Luftbrücke (U6) bzw. Gneisenaustraße (U7) sind fußläufig jeweils in etwa sechs Minuten erreichbar.